# Spiesia sawellanica
Spiesia sawellanica là một loài thực vật có hoa trong họ Đậu. Loài này được (Bunge ex Boiss.) Kuntze miêu tả khoa học đầu tiên năm 1891.